# Le Boréal
Die Le Boréal ist ein Kreuzfahrtschiff des französischen Kreuzfahrtunternehmens Compagnie du Ponant.

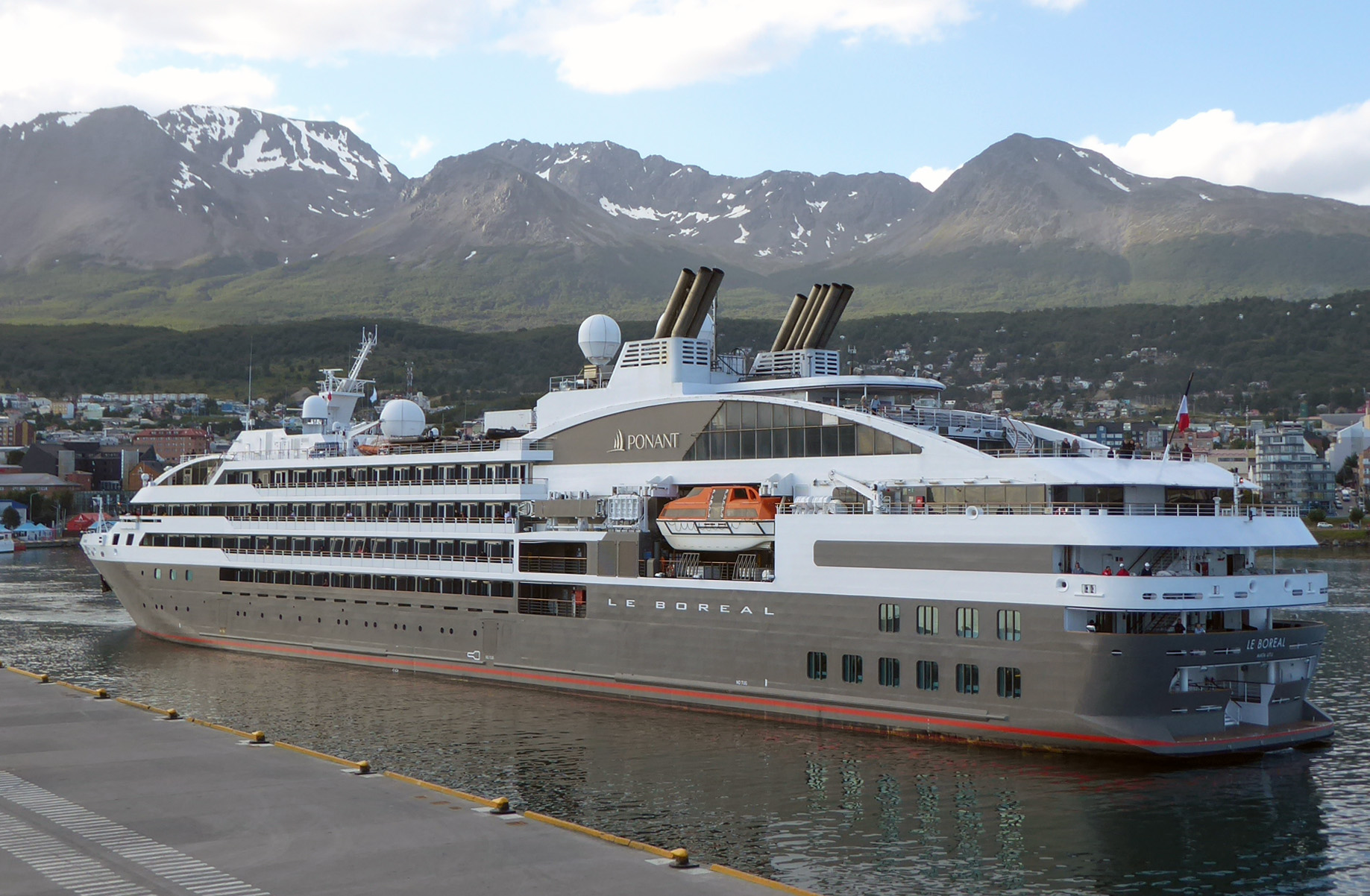
Heckansicht der Le Boréal (2019 in Ushuaia)

## Geschichte
Das Schiff wurde unter der Baunummer 6192 auf der Werft Fincantieri - Cantieri Navali Italiani im italienischen Ancona gebaut. Die Kiellegung des Schiffes erfolgte am 6. Mai 2009, ausgedockt wurde es am 1. Oktober 2009. Das im April 2010 fertiggestellte Schiff wurde am 27. April an den Auftraggeber abgeliefert. Getauft wurde es am 3. Mai 2010 in Marseille, Taufpatin war die französische Finanzministerin Christine Lagarde.

### Zwischenfall
Am 18. November 2015 kam es auf dem Schiff zu einem Brand im Maschinenraum. Das Schiff trieb antriebslos im Südatlantik nahe der Falklandinseln und drohte auf Grund zu laufen. In einer Rettungsaktion der Royal Navy wurden alle 347 Passagiere und Besatzungsmitglieder gerettet. Da die Reparatur des Schiffes im chilenischen Hafen Punta Arenas nicht möglich war, wurde es am 15. Januar 2016 auf das Halbtaucherschiff Kang Sheng Kou verladen. Es traf im März 2016 in Genua zur Reparatur ein. Laut des im Juli 2016 veröffentlichten Berichts der französischen Behörden war das Feuer die Folge eines verstopften Kraftstofffilters.

## Technische Daten und Ausstattung
Das Schiff wird von zwei Elektromotoren mit einer Leistung von jeweils 2.300 kW angetrieben. Die Motoren wirken auf zwei Festpropeller. Das Schiff erreicht eine Geschwindigkeit von bis zu 16 kn.
Für die Stromversorgung stehen drei Dieselgeneratoren mit einer Leistung von jeweils 1.600 kW (Scheinleistung: 2.000 kVA), ein von den Hauptmotoren angetriebener Generator mit einer Leistung von 1.600 (Scheinleistung: 2.000 kVA) sowie ein Notgenerator mit einer Leistung von 600 kW (Scheinleistung: 750 kVA) zur Verfügung.
Das Schiff verfügt über sieben Decks, von denen sechs für Passagiere zugänglich sind. An Bord befinden sich 132 Passagierkabinen, die bei Doppelbelegung 264 Passagieren Platz bieten. Alle Kabinen sind Außenkabinen. Lediglich acht Kabinen verfügen über keinen eigenen Balkon. Während Expeditionskreuzfahrten in der Antarktis ist die Passagierkapazität auf 200 Personen beschränkt.
Der Rumpf des Schiffes ist eisverstärkt (Eisklasse 1C), das Schiff kann daher auch in den Polargebieten eingesetzt werden. Um Passagiere während Expeditionskreuzfahrten auch in Gegenden ohne Hafeninfrastruktur an Land bringen zu können, ist das Schiff mit zwölf Zodiac-Schlauchbooten ausgerüstet.

## Trivia
Das Schiff wurde 2010 von der European Cruiser Association (EUCRAS) als das beste neue Kreuzfahrtschiff des Jahres ausgezeichnet.
Das Schiff war Thema der Dokumentationsserie „Mighty Ships“ des Discovery Channels.